# Didier Bienaimé
Didier Jean-Michel Serge Bienaimé (ur. 9 czerwca 1961 w Troyes, zm. 7 sierpnia 2004 w Laguépie) – francuski aktor. 

## Życiorys
Był wychowawcą małych dzieci, kierownikiem grupy śpiewaków, zanim wystartował na scenach kabaretów. Swoją karierę rozpoczął w programie telewizyjnym dla dzieci, gdzie wykonywał piosenki. W latach 1992–1994 był związany z Comédie-Française. Zagrał m.in. w inscenizacji Bertolta Brechta Życie Galileusza (1990), sztuce Michaiła Lermontowa Bal maskowy (1992) jako książę i komedii Williama Szekspira Jak wam się podoba w roli Orlando.
Był żonaty z Sylvie i miał trójkę dzieci: Maïlysa, Mathisa i Megane. 
Zmarł 7 sierpnia 2004 w wieku 43 lat na atak serca, gdy spędzał wakacje na południu Francji.

## Filmografia

### Filmy fabularne
- 1995: Maria z Nazaretu (Marie de Nazareth) jako Jezus
- 2001: Wielki żywot (The High Life) jako rybak
- 2005: Gambit turecki (Turetskiy gambit) jako D'Hevrais

### Filmy TV
- 1998: Lato Mateusza (L'été de Mathieu) jako Bernard
- 1999: De plein fouet jako Bruno
- 1999: Pierwszy wspinacz (Premier de cordée) jako Georges Bonzon
- 2001: Nieznajoma z dalekiej doliny (L'inconnue du Val-Perdu) jako Marc
- 2002: To się nazywa dorastanie (Ça s'appelle grandir) jako Pierre
- 2003: Piękne dni (Les Beaux jours) jako Aimé

### Seriale TV
- 1994: Julie Lescaut jako Christophe Lambrosi
- 1997: Między lądem a morzem (Entre terre et mer) jako Pierre Abgrall
- 1998-2001: Fizjo (La kiné) jako Stéphane
- 1999: Józefinka (Joséphine, ange gardien) jako Pierre
- 2002: Juliette Lesage, opieka zdrowotna dla wszystkich (Juliette Lesage, médecine pour tous) jako Gilles Lesage
- 2003: Prawo kobiet (Femmes de loi) jako Frédéric Leclerc
- 2003: Fizjo (La kiné) jako Stéphane
- 2003: Kobieta honoru (Une femme d'honneur) jako Udo Walmer
- 2004: Julie Lescaut jako Antoine Rousseau
- 2004: Ariane Ferry jako Samuel Leroy
- 2004: Juliette Lesage, opieka zdrowotna dla wszystkich (Juliette Lesage, médecine pour tous) jako Gilles Lesage
- 2005: Swing (La battante) jako Philippe Gloaguen
- 2005: Marc Eliot jako Antoine
- 2005: Kamienie śmierci (Dolmen) jako Philippe